# NGC 5456
NGC 5456 је лентикуларна галаксија у сазвежђу Волар која се налази на NGC листи објеката дубоког неба.
Деклинација објекта је + 11° 52' 18" а ректасцензија 14h 4m 58,8s. Привидна величина (магнитуда) објекта NGC 5456 износи 13,0 а фотографска магнитуда 14,0. NGC 5456 је још познат и под ознакама UGC 9004, MCG 2-36-36, CGCG 74-89, PGC 50213.